# Maladera botrytibia
Maladera botrytibia är en skalbaggsart som beskrevs av Shuhei Nomura 1974. Maladera botrytibia ingår i släktet Maladera och familjen Melolonthidae. Inga underarter finns listade i Catalogue of Life.